# Kostel Nanebevzetí Panny Marie (Petrovice)
Kostel Nanebevzetí Panny Marie je barokní filiální kostel (bývalý farní) v obci Petrovice (okres Hradec Králové, Královéhradecký Kraj). Nachází se na uměle vytvořeném návrší v místě původního hřbitova, ve svahu při místní komunikaci a jedná tak se o dominantu obce.

## Historie
V místě dnešního kostela se původně nacházel dřevěný kostelík sloužící jako zvonice. Později zde byla postavena kaple sv. Václava. Ta zde stála již od poloviny 14. století a měla být údajně zděná. Již od roku 1350 je  Petrovický kostel farní. Později byl filiální k obci Smidary, a v roce 1716 se stal opět farním. V roce 1724 započala výstavba nového kostela. Již v tomto roce došlo ke sklenutí lodi k západnímu průčelí. V roce 1926 byla loď prodloužena. Současná barokní podoba kostela pochází z roku 1737, kdy byla jeho výstavba dokončena stavbou věže a presbytáře, jejichž stavba započala v roce 1730. V roce 1860 došlo v obci k požáru a objekt tak musel být opraven. Dne 3. 5. 1958 byl kostel zapsán do státního seznamu kulturních památek. Kostel byl v roce 1993 znovu vysvěcen.
Od roku 2009 kostel spadá pod farnost Nový Bydžov. Přístup do kostela je veřejnosti uzavřen z důvodu narušení statiky samotné stavby. V současnosti je kostel ve vlastnictví obce Petrovice.

## Architektura

### Exteriér
Areál kostela je obehnán zdí s hvězdicovými motivy. Vstupy do areálu jsou celkem dva. První je situován na západ směrem k západnímu průčelí. U západního vstupu zároveň stojí socha ukřižovaného Krista vytesaná z pískovce. Druhý vstup je ze severní strany kostela, který směřuje k předsíni. Kostel je vystavěn v pozdně barokním slohu, jméno architekta však není známo. Jedná se o jednolodní stavbu s pravoúhlým presbytářem (o šíři 6,78 m a délce 10 m) a jednopatrovou věží přistavěnou ze severní strany. Na severní straně lodi jsou rovněž dvě vytesané pískovcové desky s nápisy. Samotná loď je 17,8 metrů dlouhá a 9,07 metrů široká. Kostelní loď je rozdělena na tři pole, dvěma páry třídílných toskánských pilastrů. Západní lodní průčelí je konvexně-konkávně zprohýbané, což je typické pro pozdně barokní sloh. Zároveň je v západním průčelí vytesán prostý, kamenný znak rodu Harrachů, kteří obec vlastnili od roku 1829 až do konce druhé světové války kdy všechen majetek Jana Nepomuka Harracha propadl státu. V dlažbě u vchodu do kostela se nachází náhrobek přibližně z roku 1600. Zvonů v kostele bylo původně pět, včetně malého zvonku v sanktusníku, který je nepřístupný. V roce 2019 proběhla rekonstrukce střechy.

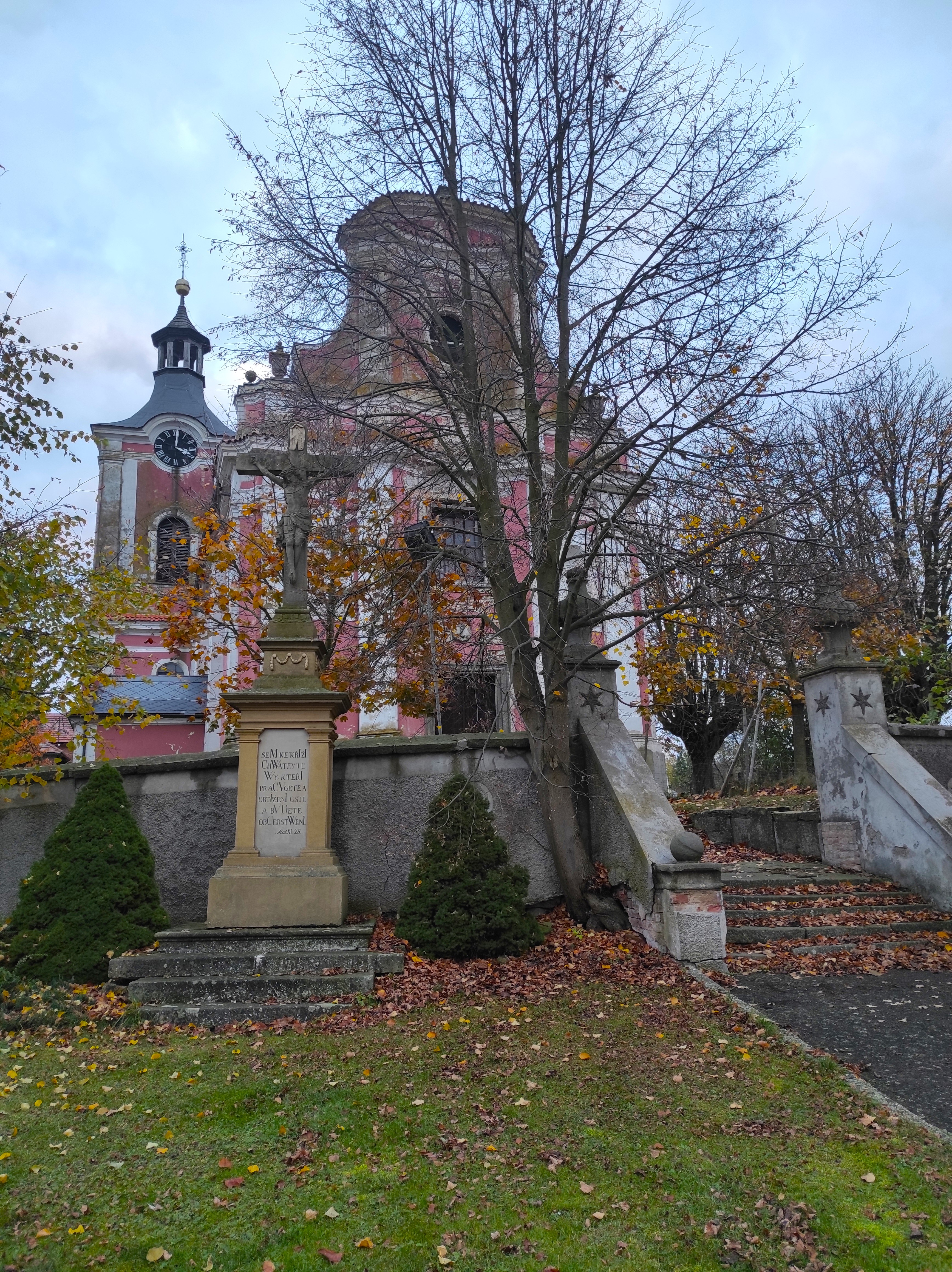
Vstup do areálu kostela s Křížem a zdí s hvězdicovými motivy
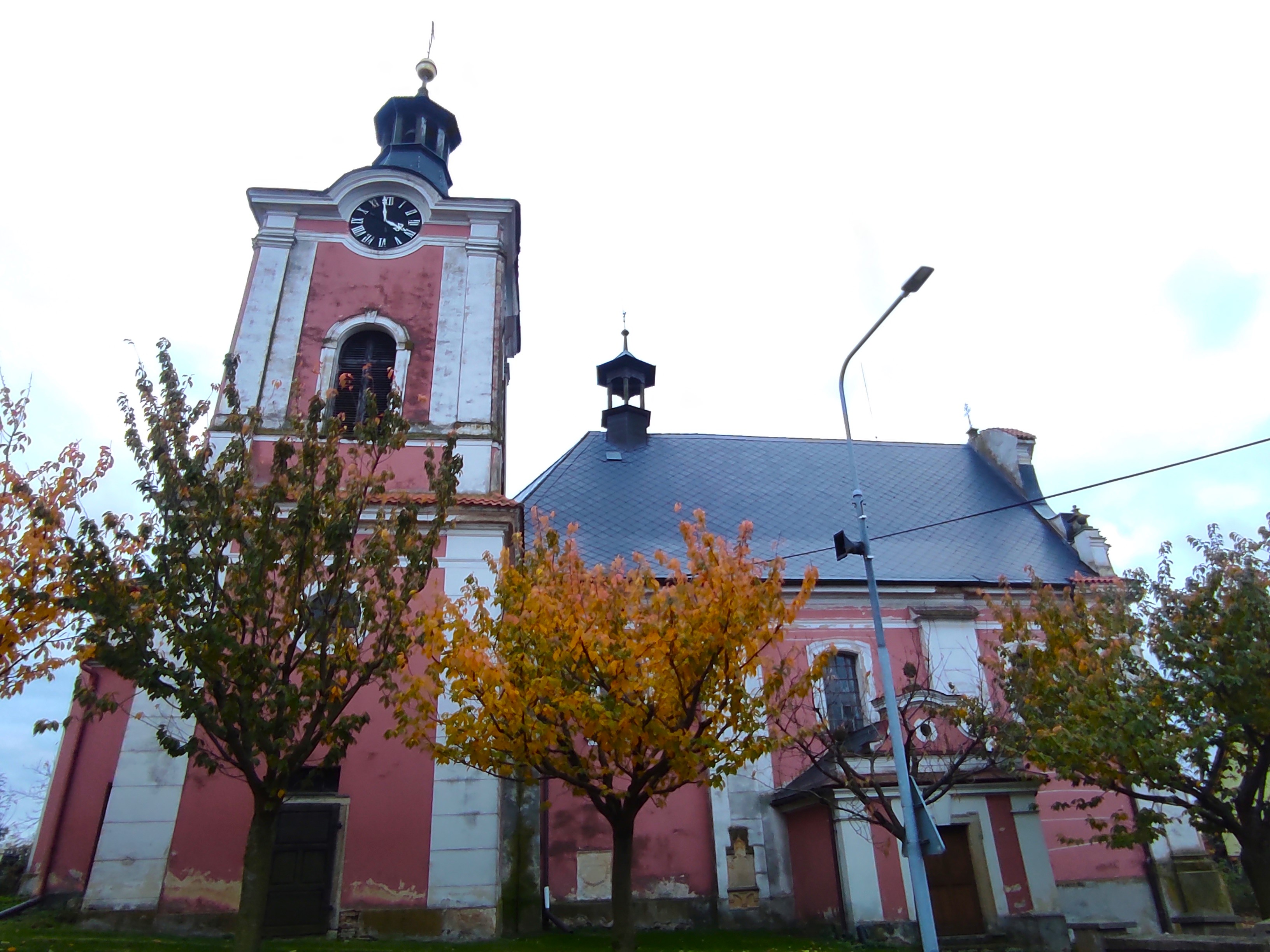
Severní strana kostela
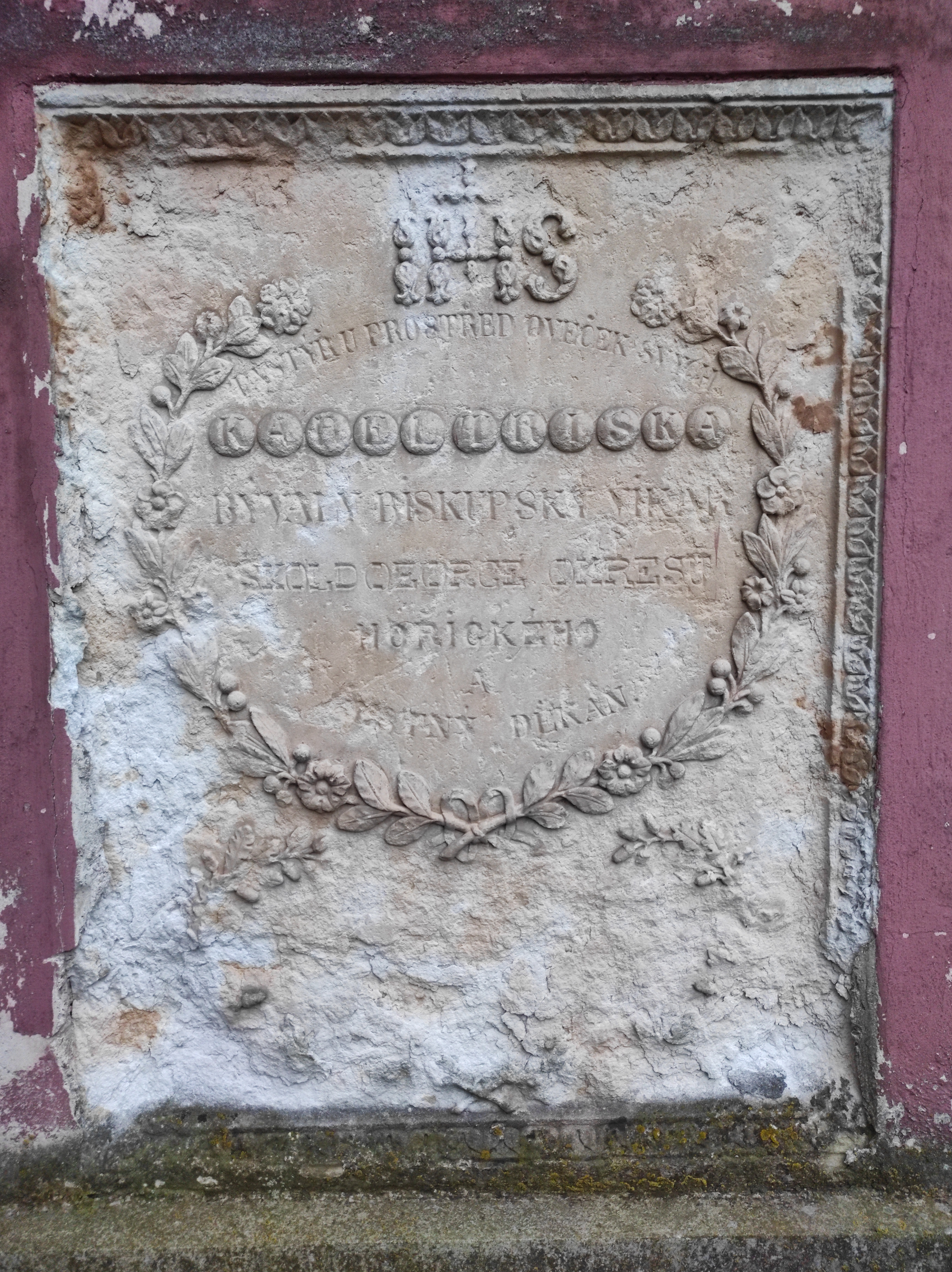
První pískovcová deska na severní straně kostela
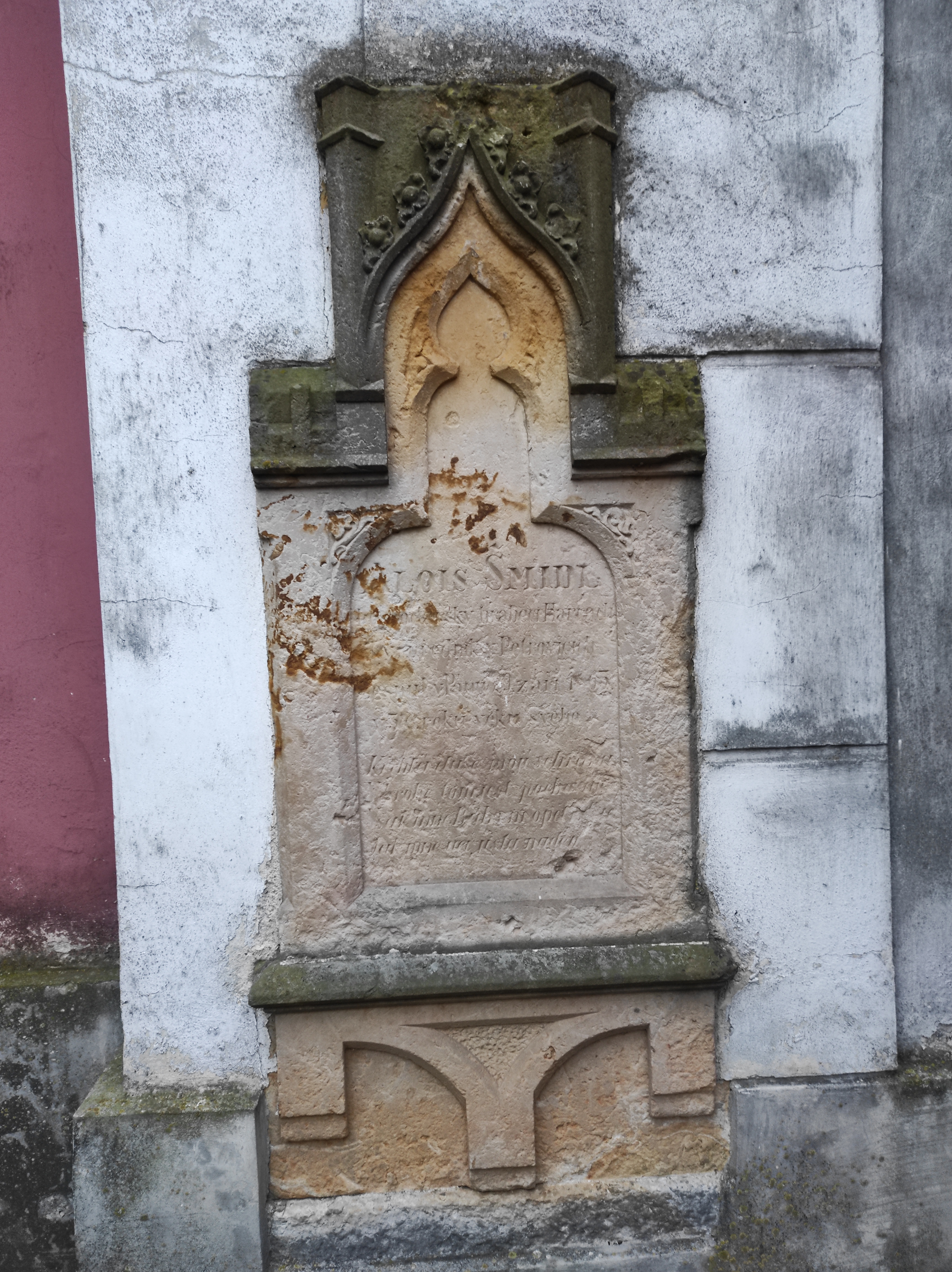
Druhá pískovcová deska na severní straně kostela
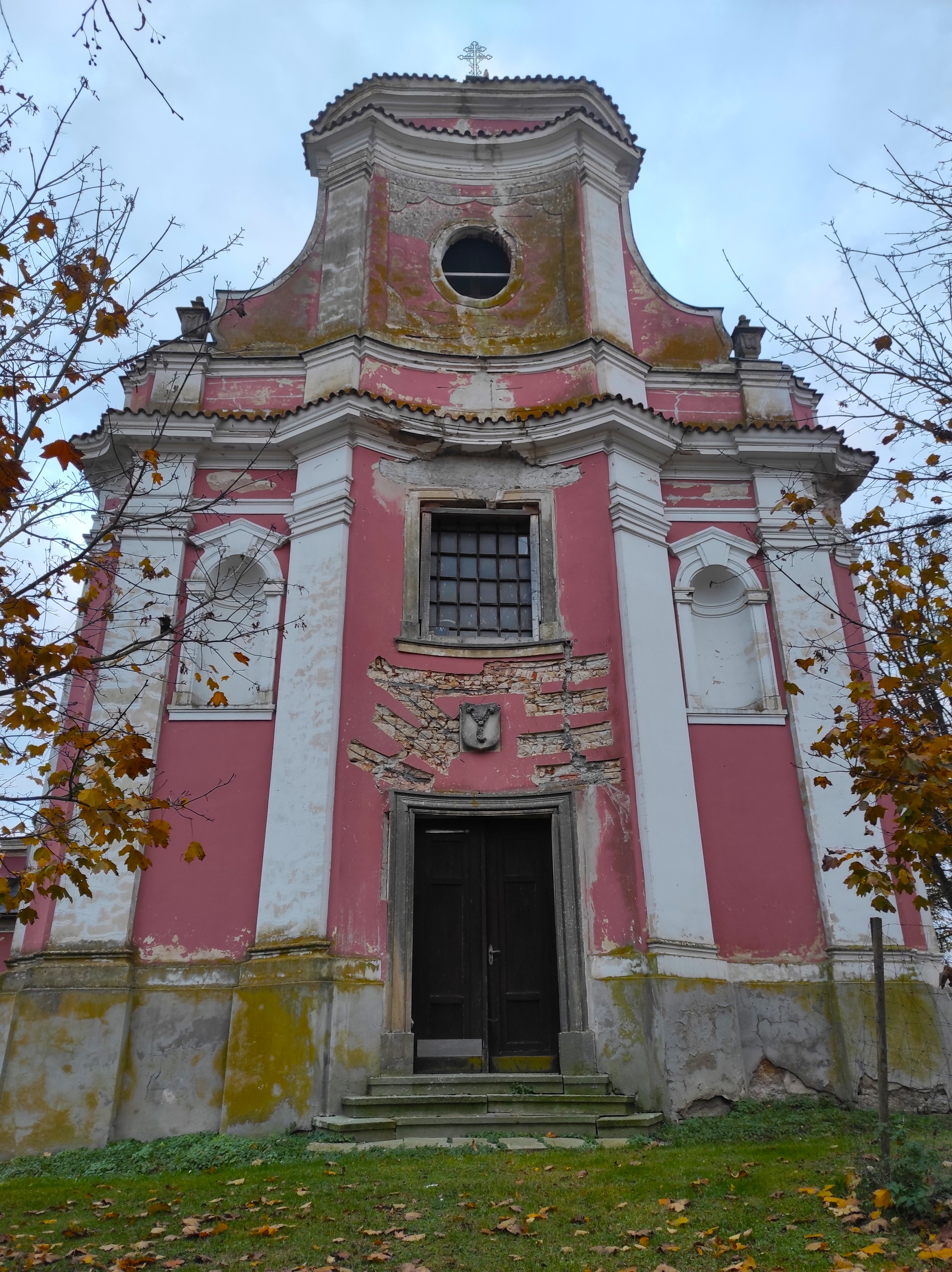
Západní lodní průčelí
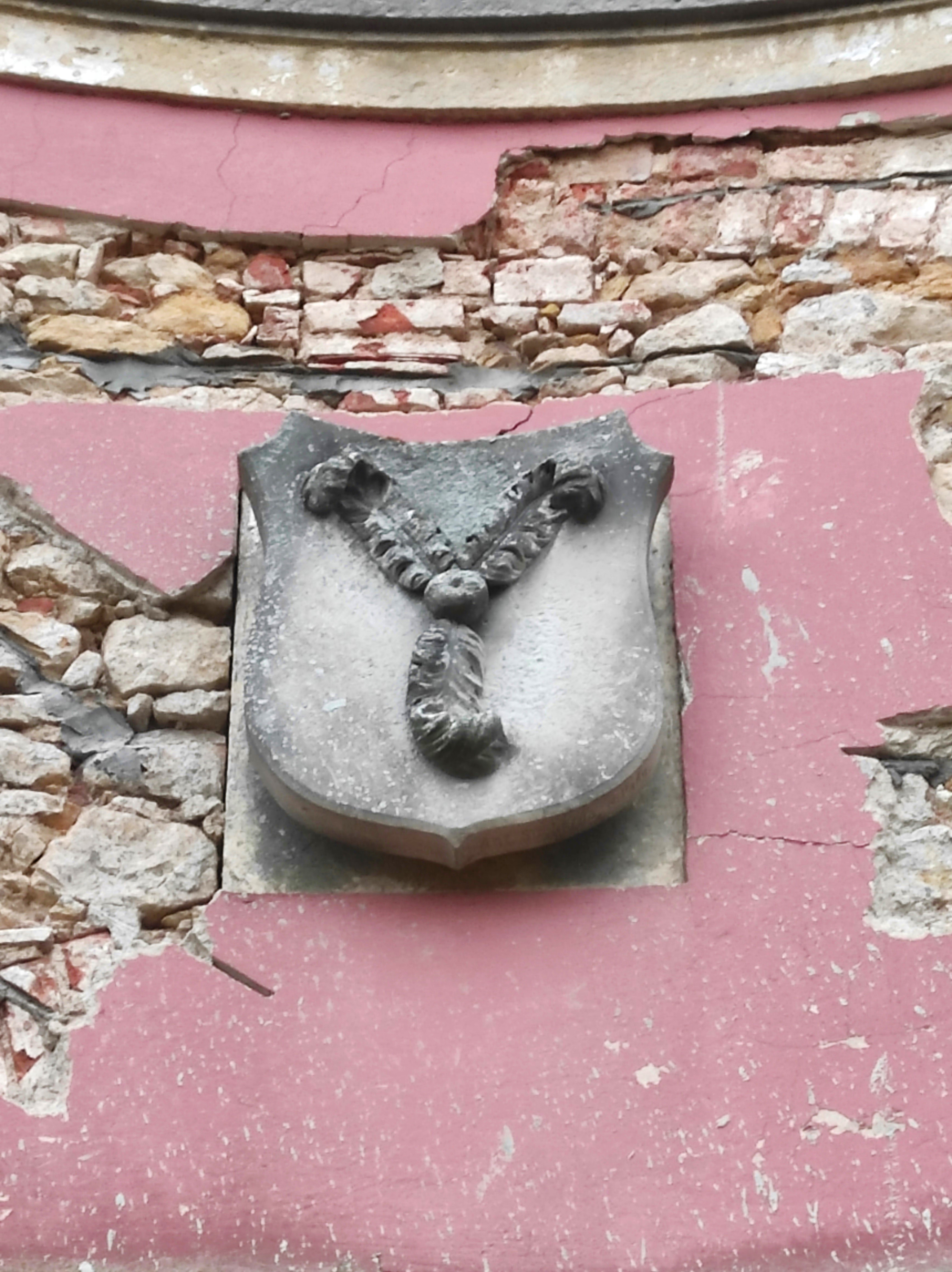
Znak rodu Harrachů v západním průčelí
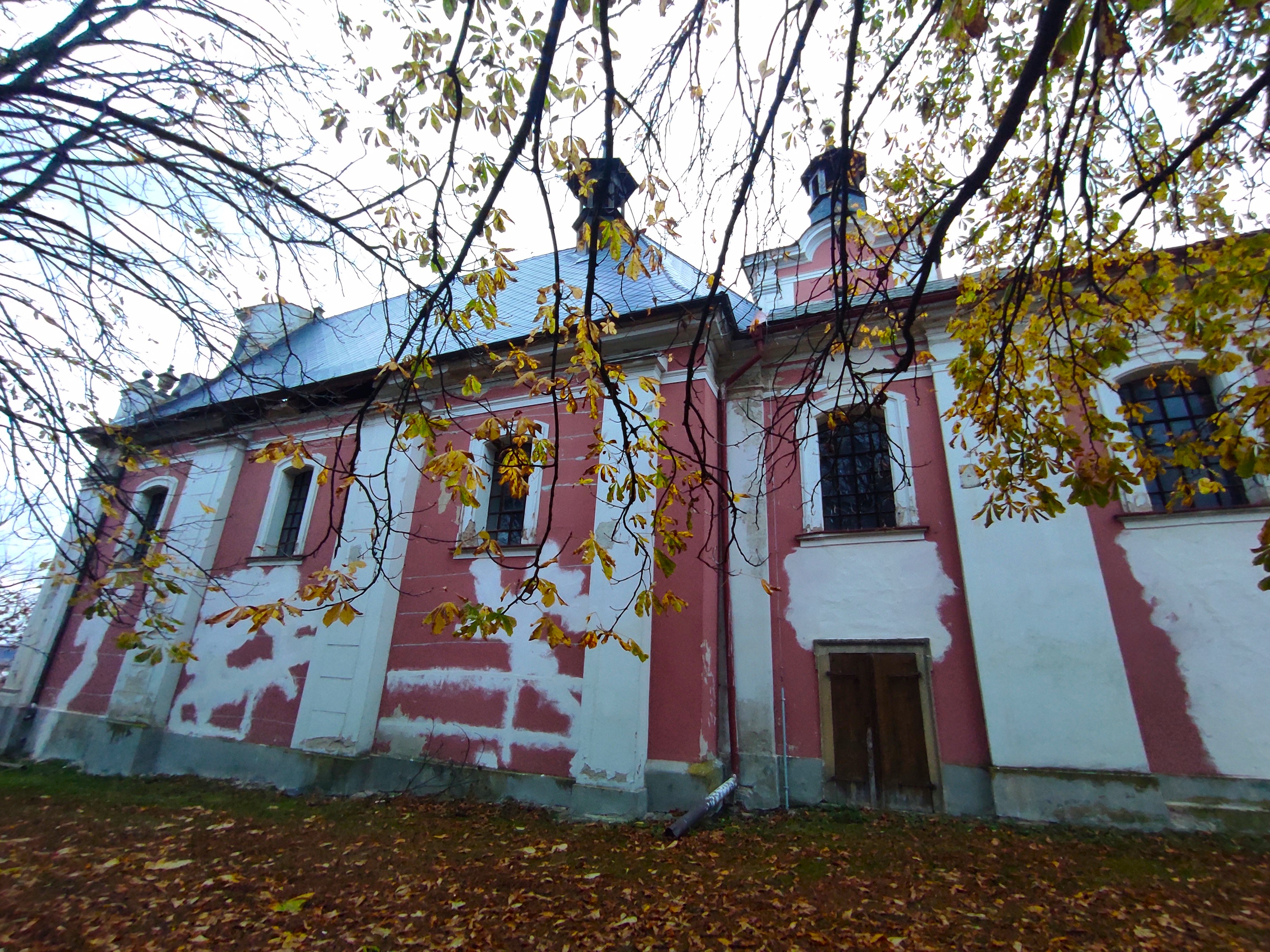
Jižní strana kostela s rekonstruovanou střechou

### Interiér
Zařízení kostela se skládá ze tří oltářů. Hlavní oltář prošel v roce 1749 obnovou a byl doplněn o původní sochy sv. Petra a Pavla s obrazem Nanebevzetí Panny Marie, pocházejících z roku 1888. V postranní hlavního oltáře stojí dvě zlacené sochy andělů v životní velikosti. Podle vyprávění a obecní kroniky, by právě od hlavního oltáře měla vést podzemní chodba, jejíž konec měl ústit v bývalé Petrovické tvrzi, která se nacházela v místě zvaném "Na Valech". Pravý oltář, který pochází z 18. století, je bohatě řezaný pro sedm obrazů. Ve středu oltáře je sv. Anna s Pannou Marií. Levý oltář je z 18. století. Nachází se na něm obraz s výjevem ukřižovaného Ježíše Krista s Matkou Boží. Křtitelnice o výši 53 cm a šíři 28 cm, pochází z roku 1712. Monstrance je ze zlacené mědi. Kalich je na noze zdoben reliéfy Ježíše, sv. Jana Křtitele a Panny Marie. Součástí zařízení jsou rovněž varhany, které jsou nepřístupné kvůli nestabilnímu schodišti. V přízemí věže se nachází sakristie. V roce 2017 proběhlo statické zajištění interiéru za pomocí vzpěrných tyčí.

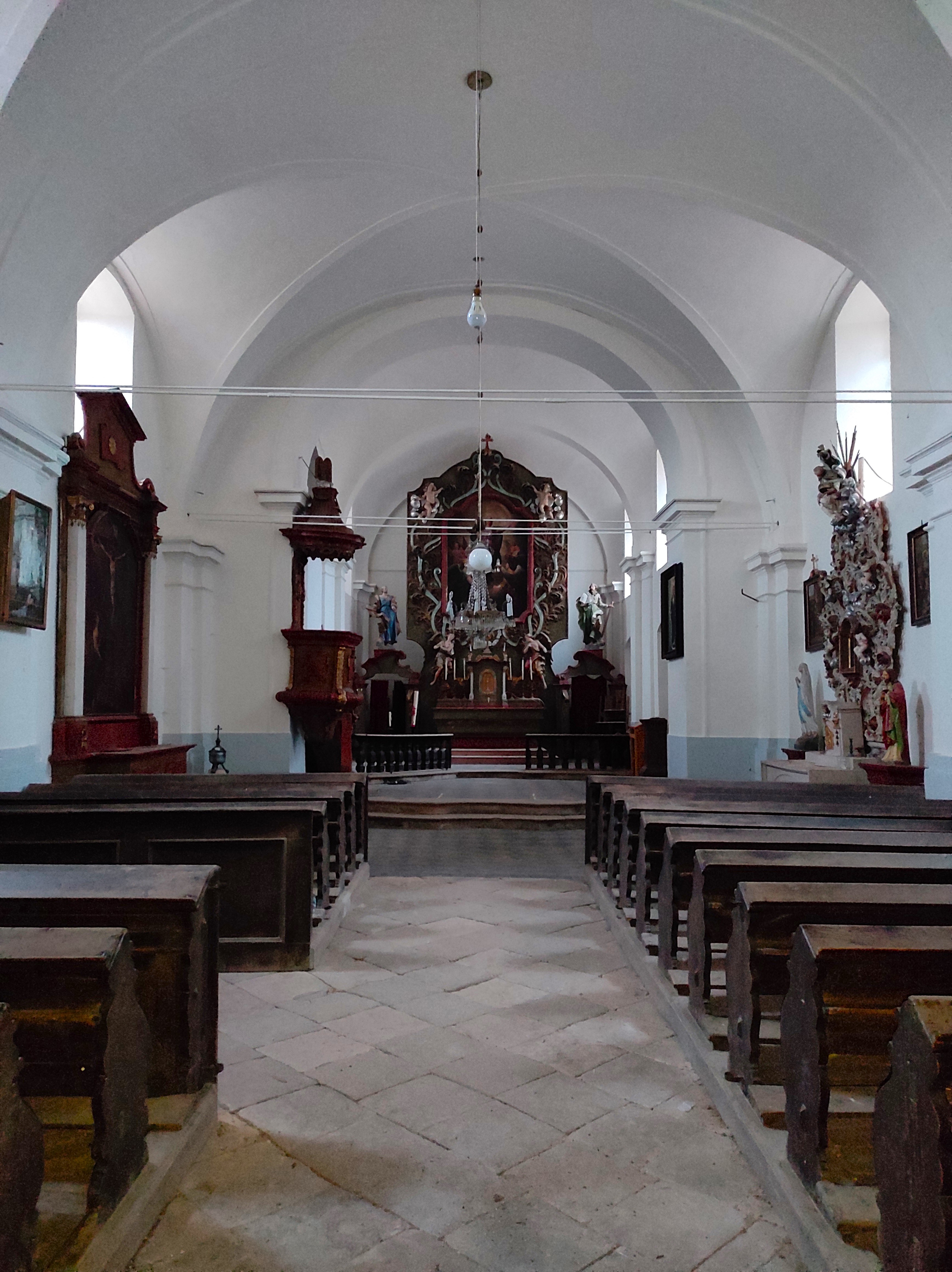
Interiér kostela s pohledem na tři oltáře
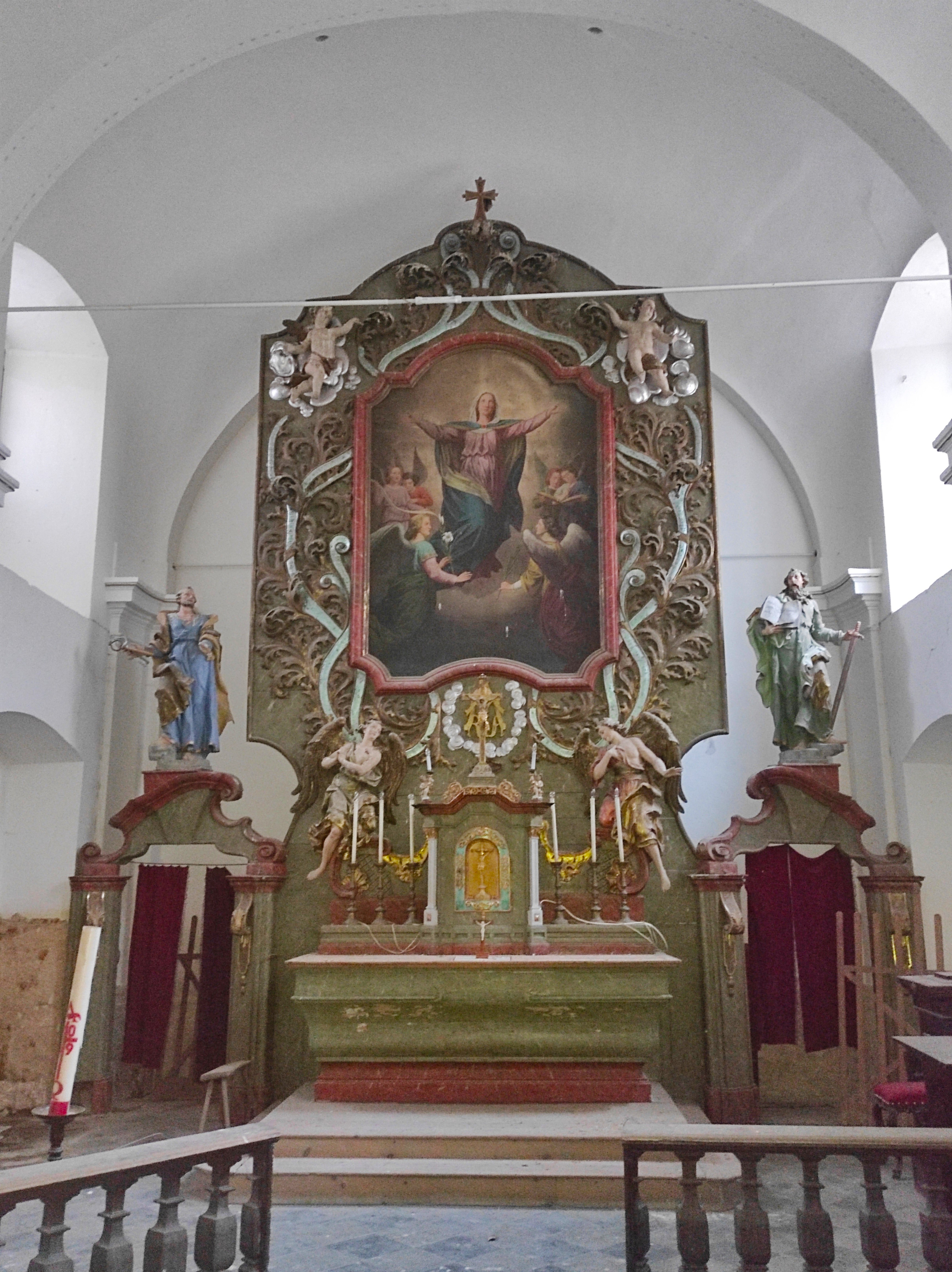
Hlavní oltář
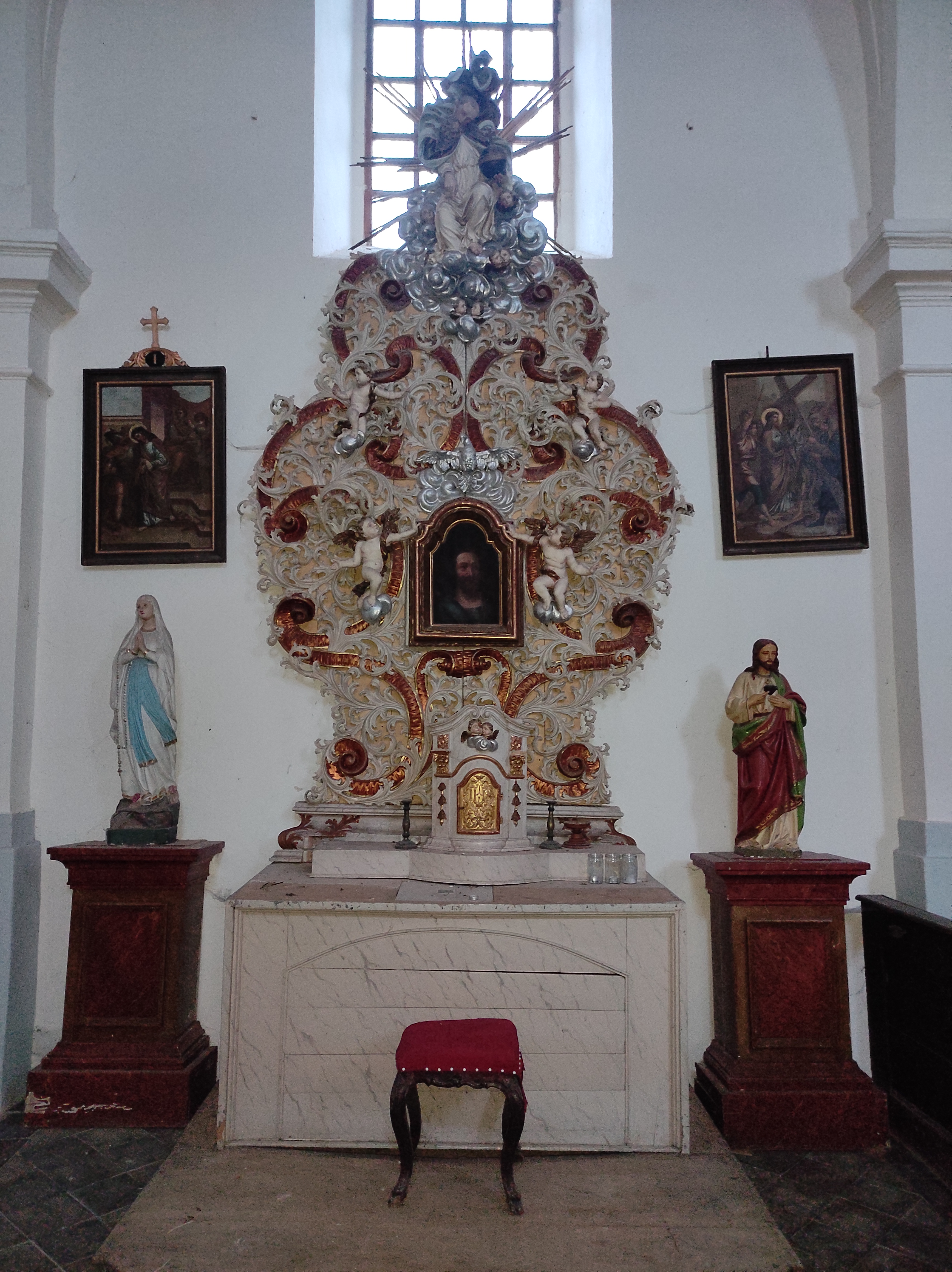
Pravý oltář
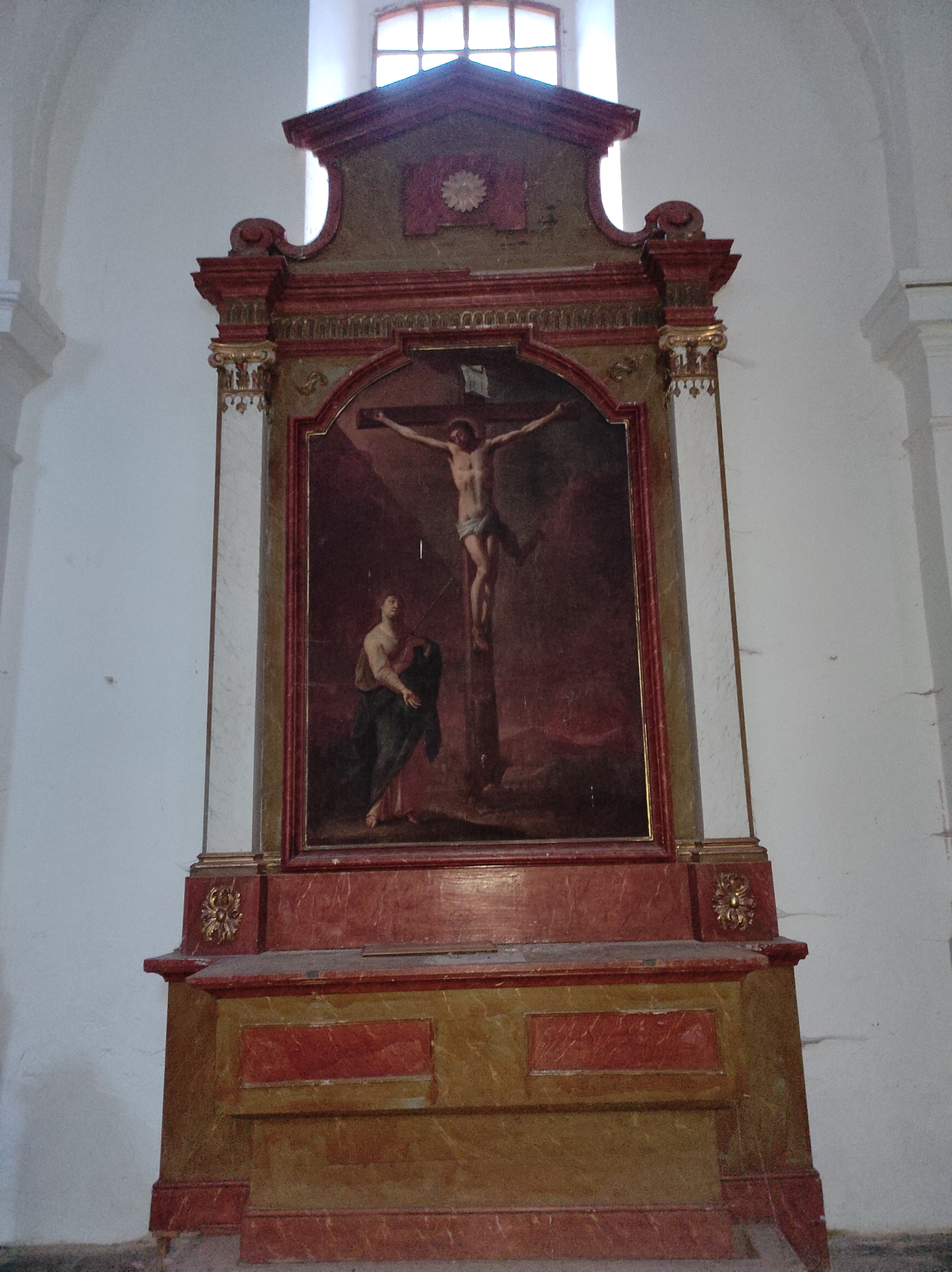
Levý oltář
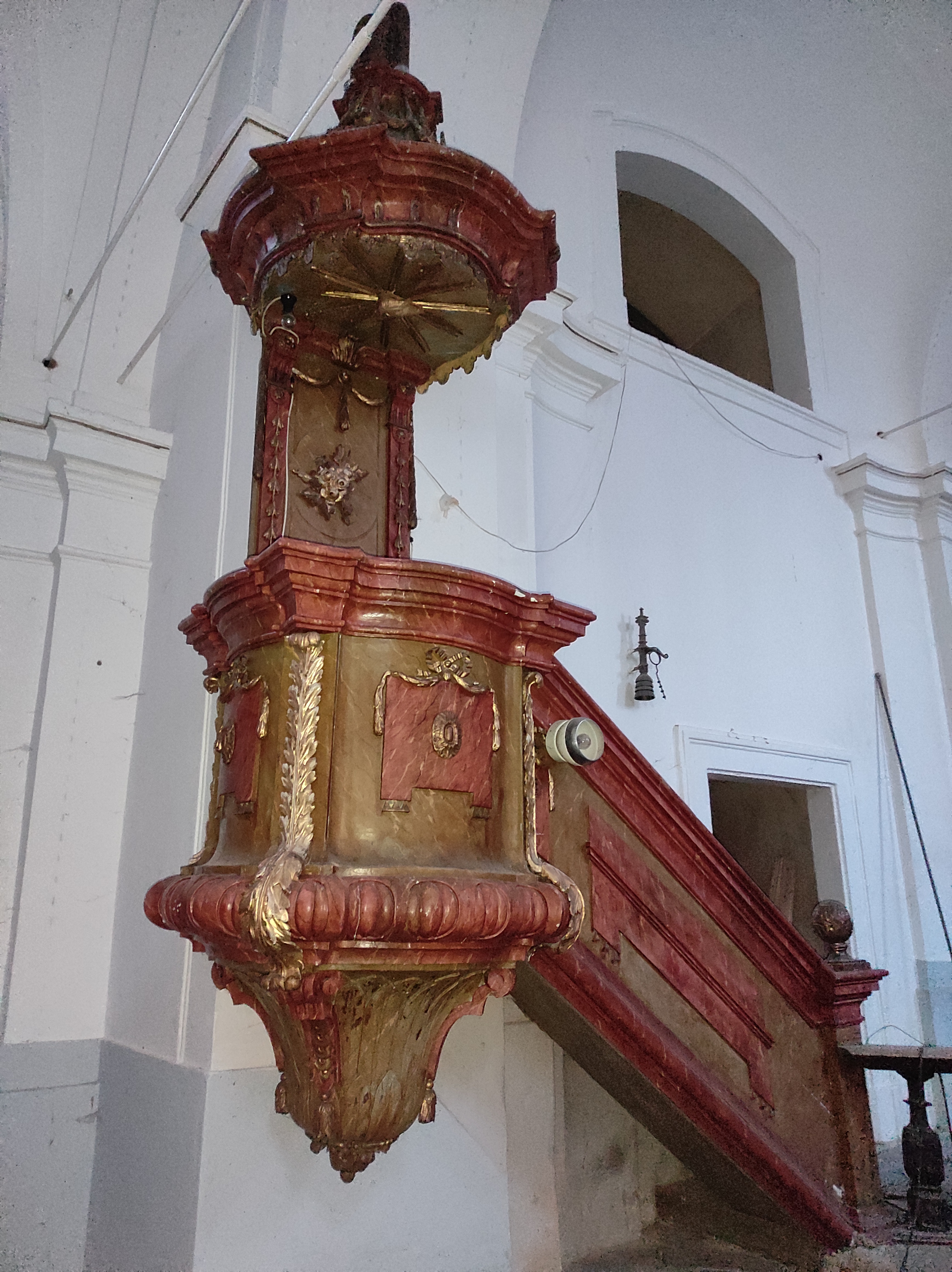
Kazatelna
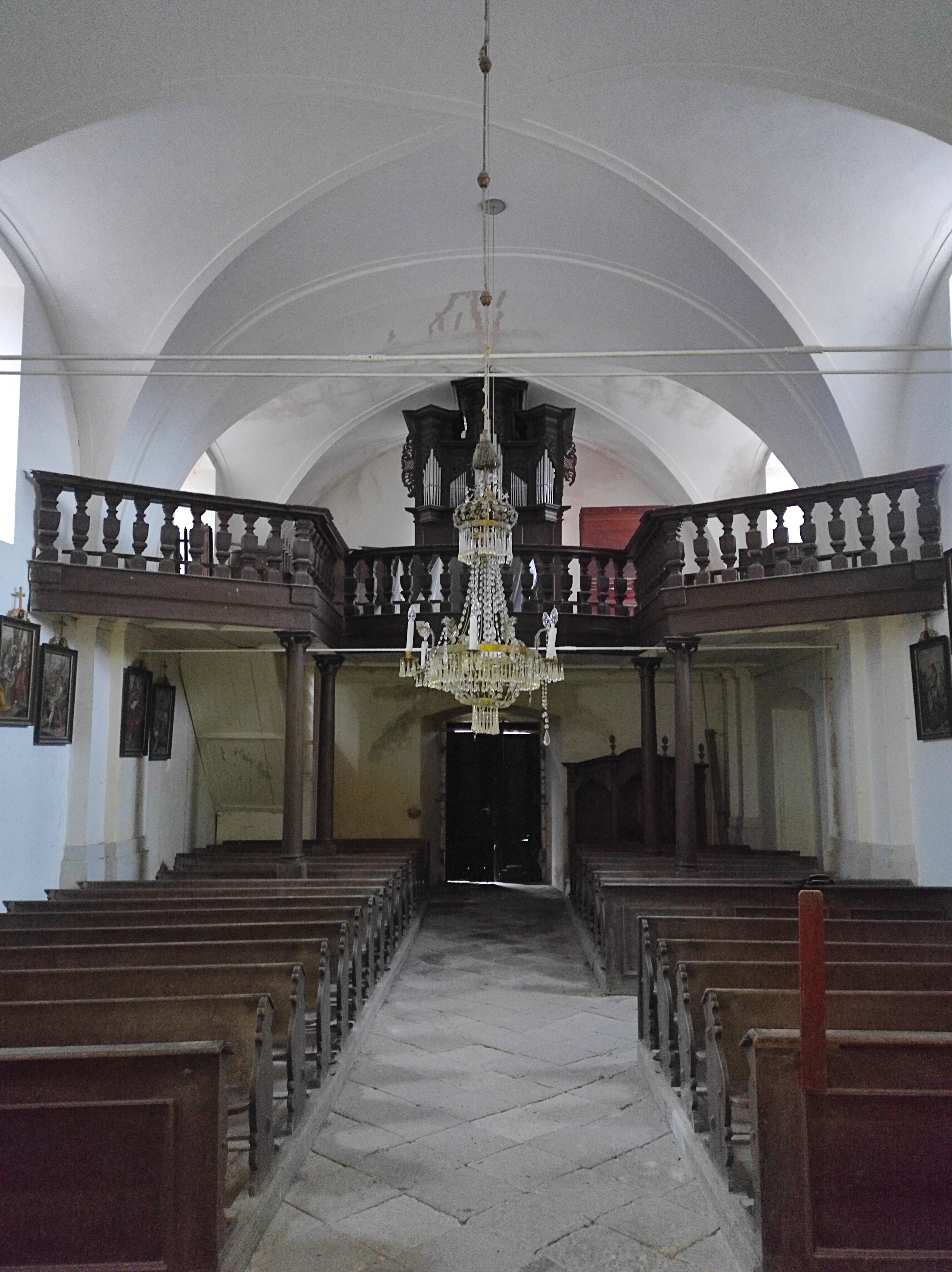
Pohled na varhany od hlavního oltáře
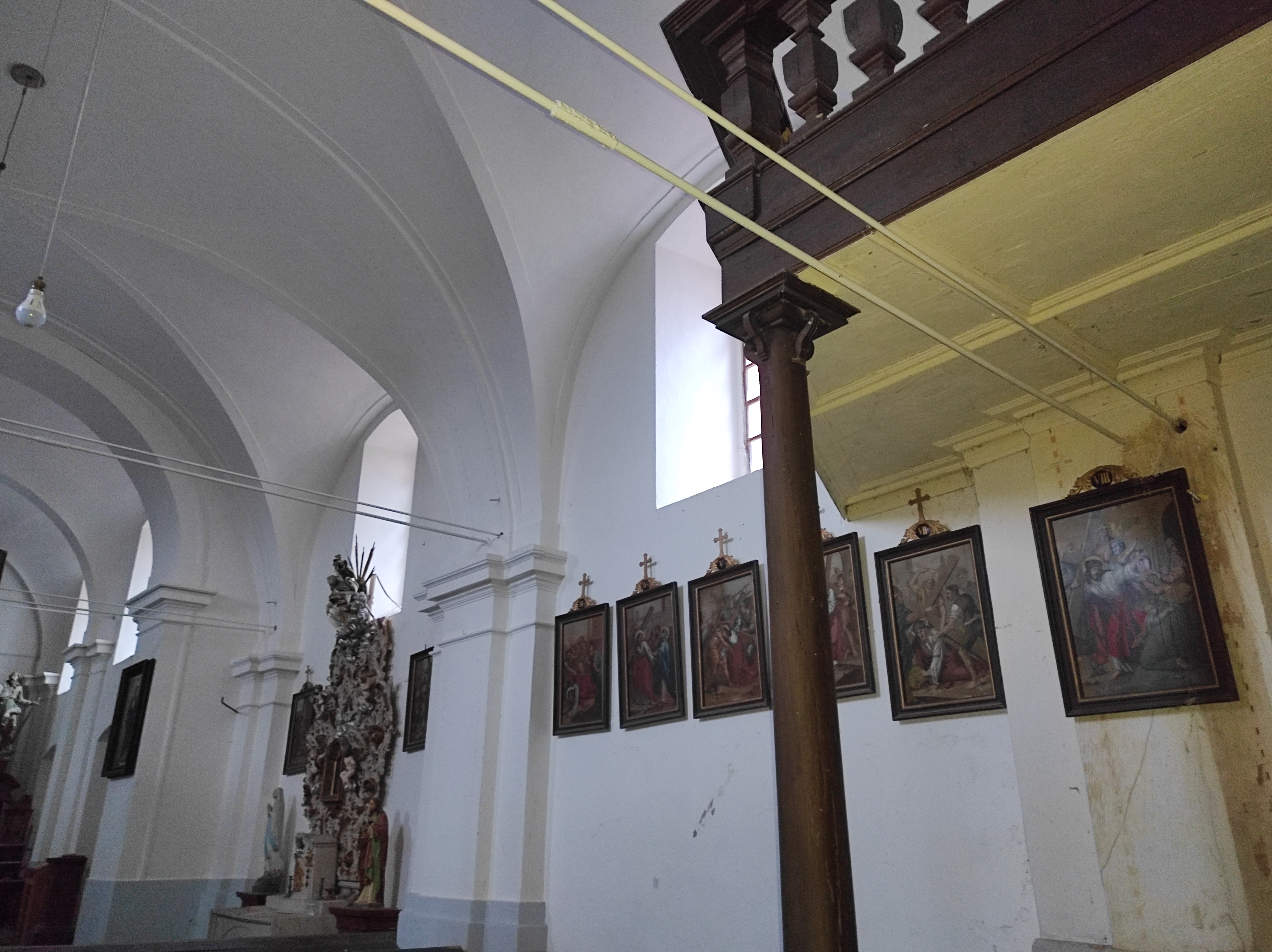
Zajištění statiky interiéru pomocí vzpěrných tyčí